# Sick and Tired
Sick and Tired is een nummer van de Amerikaanse zangeres Anastacia. Het werd in 2004 uitgebracht als de tweede single van haar derde studioalbum Anastacia.
Het nummer bevat een sample van het nummer Let the music play van Shamur. De videoclip werd in mei 2004 opgenomen in Los Angeles.

## Hitnoteringen
Sick and Tired werd een wereldwijde hit. In de Britse hitlijst behaalde het de vierde positie, in de Nederlandse Top 40 de tweede en in de Vlaamse Ultratop 50 was het nummer goed voor een tiende plaats.

### Nederlandse Top 40
| Positie: | 21 | 6 | 5 | 3 | 3 | 2 | 3 | 6 | 6 | 6 | 8 | 11 | 12 | 18 | 22 | 24 | 30 | 32 | uit |

### NederlandseSingle Top 100
| Positie: | 14 | 13 | 13 | 10 | 6 | 7 | 8 | 8 | 12 | 11 | 10 | 18 | 20 | 23 | 28 | 35 | 39 | 56 | 62 | 70 | 69 | 68 | 74 | 77 | uit |

### VlaamseUltratop 50
| Hitnotering: 24-07-2004 t/m 27-11-2004 | Hitnotering: 24-07-2004 t/m 27-11-2004 | Hitnotering: 24-07-2004 t/m 27-11-2004 | Hitnotering: 24-07-2004 t/m 27-11-2004 | Hitnotering: 24-07-2004 t/m 27-11-2004 | Hitnotering: 24-07-2004 t/m 27-11-2004 | Hitnotering: 24-07-2004 t/m 27-11-2004 | Hitnotering: 24-07-2004 t/m 27-11-2004 | Hitnotering: 24-07-2004 t/m 27-11-2004 | Hitnotering: 24-07-2004 t/m 27-11-2004 | Hitnotering: 24-07-2004 t/m 27-11-2004 | Hitnotering: 24-07-2004 t/m 27-11-2004 | Hitnotering: 24-07-2004 t/m 27-11-2004 | Hitnotering: 24-07-2004 t/m 27-11-2004 | Hitnotering: 24-07-2004 t/m 27-11-2004 | Hitnotering: 24-07-2004 t/m 27-11-2004 | Hitnotering: 24-07-2004 t/m 27-11-2004 | Hitnotering: 24-07-2004 t/m 27-11-2004 | Hitnotering: 24-07-2004 t/m 27-11-2004 | Hitnotering: 24-07-2004 t/m 27-11-2004 | Hitnotering: 24-07-2004 t/m 27-11-2004 | Hitnotering: 24-07-2004 t/m 27-11-2004 |
| Week:                                  | 1                                      | 2                                      | 3                                      | 4                                      | 5                                      | 6                                      | 7                                      | 8                                      | 9                                      | 10                                     | 11                                     | 12                                     | 13                                     | 14                                     | 15                                     | 16                                     | 17                                     | 18                                     | 19                                     |                                        |                                        |
| -------------------------------------- | -------------------------------------- | -------------------------------------- | -------------------------------------- | -------------------------------------- | -------------------------------------- | -------------------------------------- | -------------------------------------- | -------------------------------------- | -------------------------------------- | -------------------------------------- | -------------------------------------- | -------------------------------------- | -------------------------------------- | -------------------------------------- | -------------------------------------- | -------------------------------------- | -------------------------------------- | -------------------------------------- | -------------------------------------- | -------------------------------------- | -------------------------------------- |
| Positie:                               | 36                                     | 21                                     | 15                                     | 13                                     | 13                                     | 12                                     | 12                                     | 12                                     | 10                                     | 10                                     | 11                                     | 15                                     | 14                                     | 17                                     | 16                                     | 24                                     | 28                                     | 33                                     | 48                                     | uit                                    |                                        |